# Данилов, Алексей Владимирович
Алексей Владимирович Данилов (17.10.1919 — 06.07.1999) — российский инженер, учёный, специалист в области средств радиоэлектронной борьбы.
Окончил Ленинградскую военно-воздушную академию РККА (1944).
С 1944 по 1990 г. работал в ЦНИРТИ: инженер ведущий конструктор, начальник лаборатории, с 1964 г. — начальник отдела.
Кандидат технических наук (1950). Старший научный сотрудник (1952).
Разработки: защита баллистических ракет, снижение радиолокационной заметности летательных аппаратов, СВЧ-аппаратура для измерения радиофизических параметров образцов радиопоглощающих материалов (РПМ) в свободном пространстве и радиотехнических характеристик летательных аппаратов с РПМ в процессе производства.
В 1961—1980 гг. научный руководитель НИР «Сосна», «Рябина», «Крушина», «Ока», «Самшит», «Игла», «Кактус» по разработке РПМ.
Лауреат Государственной премии СССР (1982).
Награждён орденом «Знак Почёта» (1953), медалями.